# Aniegos de Lima de 2019
Los aniegos de Lima del 2019 es el nombre por el que se conoce a las inundaciones que se desarrollaron a partir del 13 al 17 de enero del 2019. Sucedió en el distrito de San Juan de Lurigancho, en las inmediaciones de la estación Pirámide del Sol de la línea 1 del Metro de Lima, y en menor medida, en el distrito de Jesús María, ambos en la ciudad de Lima, capital del Perú.
El desastre afectó directamente a unas 800 casas en el distrito de San Juan de Lurigancho. Desde el primer día de emergencia hasta lograrse controlar, se cortó el suministro de agua; las inundaciones fueron originadas por la ruptura de varias tuberías de desagüe -en especial la matriz del distrito: "Colector Canto Grande"- que transportaban aguas residuales. Y significó el primer desastre medio ambiental del Perú en 2019, y el peor ocurrido en Lima Metropolitana, desde el niño costero de 2017.

## Contexto
La empresa encargada de la distribución del agua en toda la ciudad de Lima SEDAPAL; el cual trabajó junto al gobierno peruano durante la construcción de la estación Pirámide del Sol, perteneciente a la línea 1 del Metro de Lima. Y, además, se encargó de remover el sitio de la tubería de desagüe y lo ubicó en el lugar donde en 2019 se provocaría los aniegos. La obra de construcción se dio durante el gobierno del presidente Ollanta Humala; sin embargo, la planificación fue durante el gobierno del presidente Alan García.

## Desarrollo de los aniegos

### Distrito de San Juan de Lurigancho

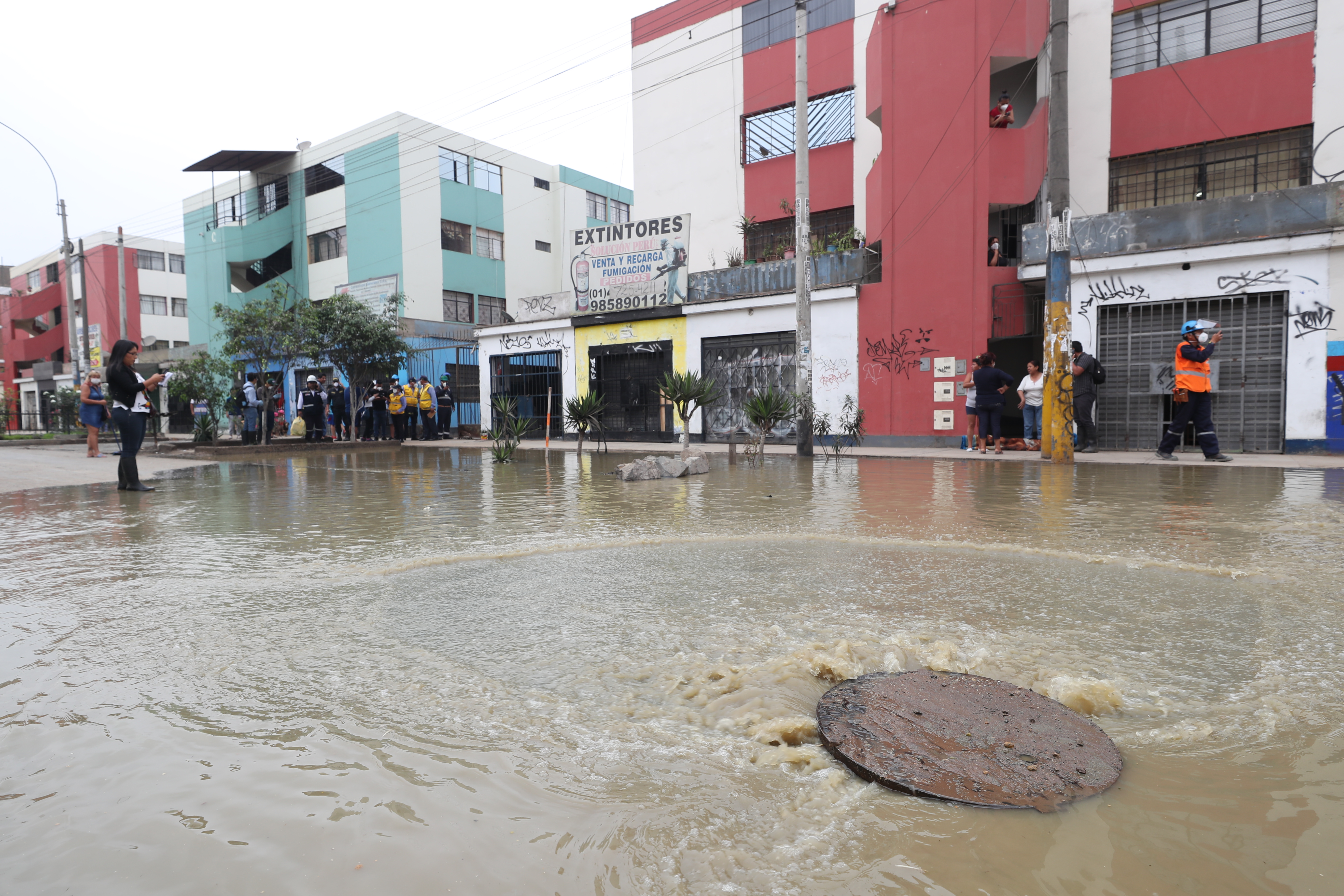
Desagüe expulsando agua en una calle de San Juan de Lurigancho.

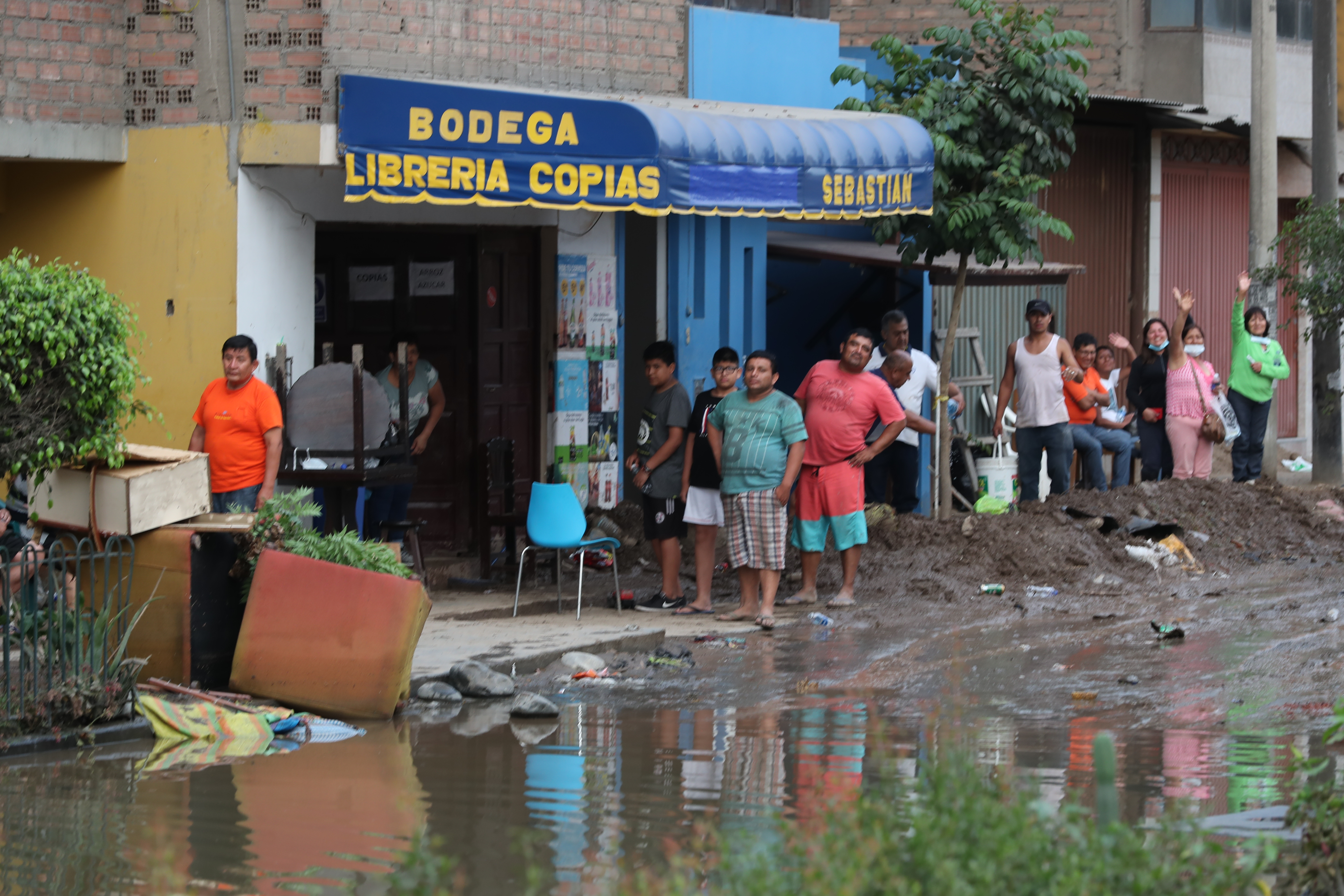
Personas de San Juan de Lurigancho resguardándose de las aguas servidas.

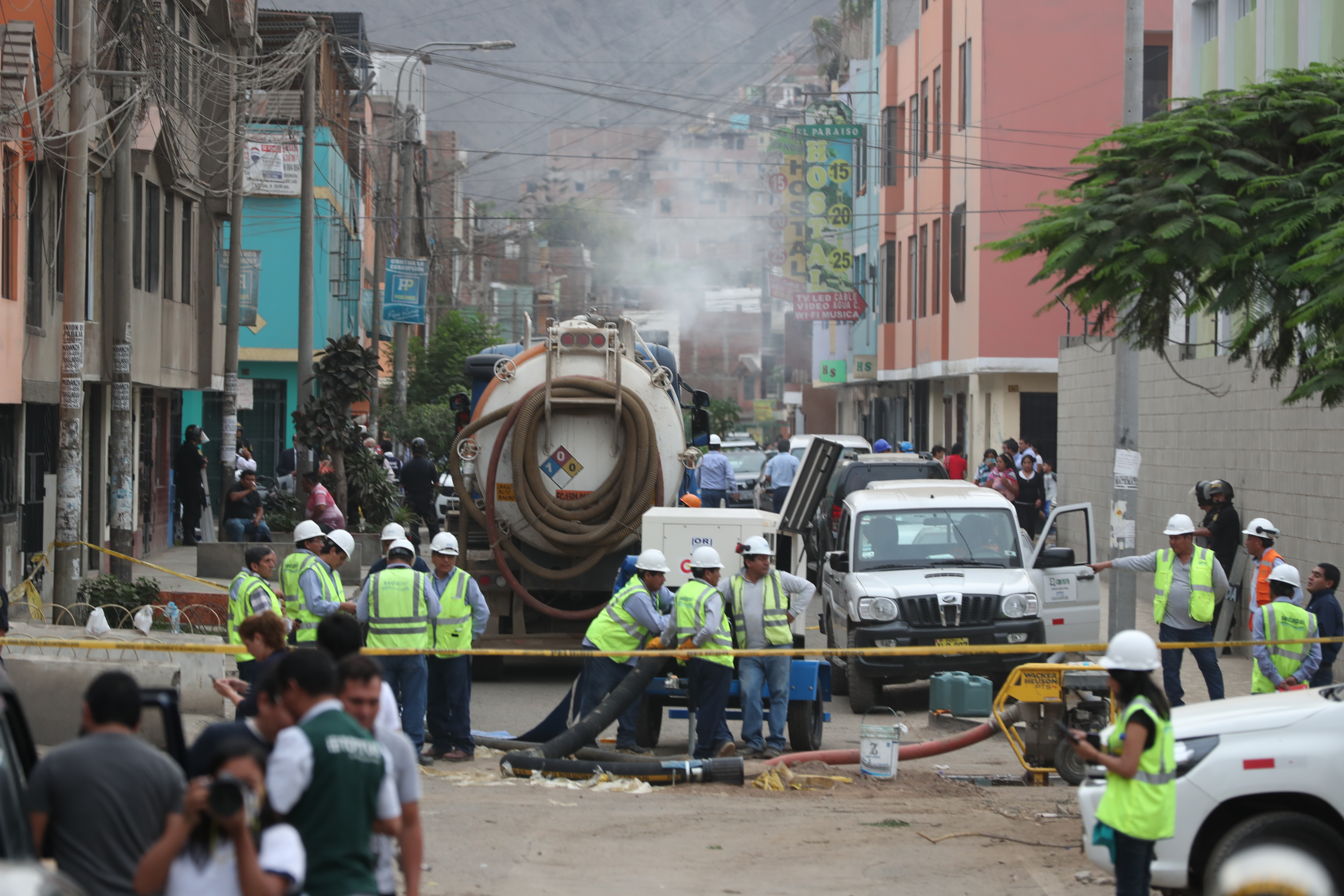
SEDAPAL durante los trabajos de reparación de las tuberías que iniciaron los aniegos.

A las 4 a. m. del domingo 13 de enero las aguas servidas comenzaron a brotar en las casas, según varios padres de familia y pequeños empresarios, el agua brotó de los baños:

El agua se metía como un río. Llegó un momento en que colapsó todo y de nuestros propios inodoros, caños y duchas comenzó a brotar el agua. Tuvimos que romper el sanitario para tapar la tubería.
Extracto de San Juan de Lurigancho: El origen del aniego y las acciones tomadas hasta hoy del diario El Comercio, 15 de enero de 2019.

Las zonas más afectadas fueron Los Tusílagos y la calle Los Hinojos, entre los Jardines de San Juan y el parque zonal Wiracocha de la avenida Próceres de la Independencia, en donde el agua se elevó a 1.5 m, llegando hasta el primer piso de las casas, contaminando todo en su interior; los vecinos tuvieron que ser rescatados en botes salvavidas por la policía nacional y fue necesaria la intervención de tanques de guerra del ejército de la República para abrirse paso ante el agua contaminada con artefactos peligrosos y excremento humano.
En total, el Instituto Nacional de Defensa Civil registró a 2.000 damnificados de cuatro manzanas y cuatro cuadras. El ejército, la marina y los bomberos fueron los encargados de iniciar las labores de limpieza. Las personas afectadas fueron puestas en carpas provisionales y se les brindó agua y primeros auxilios; por ello, se registraron largas colas para recibir los artículos de primera necesidad.
Para el 15 de enero el aniego se había extendido, pero en menor intensidad, a la cuadra entre las calles Las Flores y Caja de Agua baja, afectando el tránsito hacia el centro de Lima. Paralelamente, ese mismo día la Autoridad Autónoma del Tren Eléctrico anunció el cierre de la estación Pirámide del Sol de la línea 1 del Metro de Lima, desde el 16 de enero hasta nuevo aviso, por la aparición de aberturas en las pistas de alrededor del metro. El mismo 15 de enero se registró la muerte de una mujer que transportaba agua a su vivienda durante la noche, de nombre Amparo Erika Yanque Huamaní, la cual se resbaló de las escaleras y se golpeó con un ladrillo. Fue la primera y única muerte registrada a causa del aniego.
El 16 de enero se registró otro aniego en la avenida Los Tusilagos; los miembros del ejército, voluntarios y personas en general que habían acudido al sector para iniciar las labores de limpieza tuvieron que evacuar de emergencia. La policía nacional construyó diques provisionales con sacos de arena para evitar que la zona afectada se expanda.
Según SEDAPAL los hoyos de las pistas cerca al metro tenían que ser reparados, pero, durante el transcurso de las obras, la tubería del lugar sufrió una fisura que se fue agravando al no recibir la debida importancia de los encargados de la obra, esto terminó por desembocar la inundación desenfrenada de aguas servidas. La empresa estatal aseguró que todos los afectados serán cubiertos por el seguro de daños de la empresa y, en caso sea necesaria, una reubicación. Solamente advirtió que, para poder controlar el aniego, el agua será cortada entre las 6 p. m. y 7 p. m. mientras se desarrollen los trabajos de reparación.

### Distrito de Jesús María
Los vecinos reportaron el 15 de enero, que en el sector del cruce del jirón Wiracocha con la avenida Gregorio Escobedo, una tubería fracturada del lugar expulsó una gran cantidad de agua potable, imposibilitando el paso a peatones y provocando un peligro para el tránsito vehicular, llegando hasta la Residencial San Felipe. SEDAPAL comunicó que, en este caso, el aniego se produjo por un canal de regadío en mal estado y que esto es responsabilidad de la municipalidad local.

## Damnificados
Las 2.000 familias afectadas fueron puestas en carpas provisionales pues todos ellos perdieron sus casas debido al resquebrajamiento de las infraestructuras, dado por la exposición a la humedad. De igual manera, varios de ellos tuvieron que ser atenidos de emergencia por el ministerio de Salud por haber sido expuestos al agua contaminada con restos orgánicos. Al lugar de las carpas acudieron camiones cisternas con agua potable y alimentos por orden de SEDAPAL. El ministerio del Ambiente recomendó desechar todo lo que pudiera haber tenido contacto con el agua por el alto peligro de enfermedades que representaban. Lugares que no fueron afectados directamente por el aniego sufrieron cortes de agua durante todo un día. La municipalidad de San Juan de Lurigancho informó que pedirá la activación del Bono 500 para iniciar la reparación de las zonas afectadas en su distrito.
Según el propio ministerio del Ambiente; el aniego no solo afecto la zona superficial de las casas, sino también la salud, el aire y el suelo. Varias sedes de colegios privados y públicos también quedaron inhabitables a un mes de comenzar el ciclo escolar.
El ministerio de Vivienda, Construcción y Saneamiento prometió ayudar económicamente a los afectados. En el distrito de Magdalena del Mar se realizó una campaña para recolectar donaciones de artículos de primera necesidad. Otros distritos como Santiago de Surco, San Miguel y Lince también se realizaron colectas. SEDAPAL ordenó un empadronamiento para registrar a todos los afectados; por orden de la empresa estatal, para el 16 de enero, algunas personas fueron transportados a siete hospedajes de la zona de Canto Grande llamados: Paterson, La Noche es Nuestra, Las Tejas, El Paraíso, Le Baron, Primavera, y el hostal Samay. En total, de los 2.000 damnificados solo 225 fueron atendidas por SEDAPAL. La Superintendencia Nacional de Servicios de Saneamiento advirtió que SEDAPAL solo tiene US$ 10 millones para la indemnización y existe la posibilidad que los daños del aniego sobrepasen esa cantidad.
Varios perros y gatos también fueron rescatados de los aniegos en San Juan de Lurigancho, todos ellos recibieron atención de la Asociación de Médicos Veterinarios Voluntarios ante Emergencias y Desastres del Perú. La policía nacional llegó a registrar entre sus rescates de animales a un loro amazónico.

## Reparaciones
El 17 de enero, el Ministerio de Salud iniciará fumigaciones, tanto en las casas recién vaciadas de agua como también en zonas aún inundadas, para evitar la incubación de los mosquitos que propagan los virus del dengue y la malaria. Ese mismo día, SEDAPAL anunció que empezará los procesos para la indemnización a los afectados por medio de su aseguradora Mapfre; Por tal motivo, contrata a Gardenkorps S.A.C. para la limpieza, fumigación y sanitización a niveles clínicos hospitalarios de toda la zona afectada, con protocolos internacionales y procedimientos FEMA, entre otros, ya que se volvió un riesgo químico-bacteriológico por el nivel de toxicidad, según el resultado de hisopados y muestras ambientales. Se contó también a 2 fallecidos por contaminación cruzada por avanzada edad y enfermedades clínicas anteriores. En la zona viven muchos niños y personas de tercera edad muy vulnerables a los agentes patógenos como bacterias y residuos fecales que se vertieron por consecuencia del aniego en vías públicas y parques de la zona.
Se utilizó la última tecnología del mercado, como una vaporizadora de 120 °C; además de químicos desinfectantes, como amonio cuaternario de 7 generación y peróxido de hidrógeno en cantidades no nocivas para el ser humano o para los animales menores. Esto se realizó luego de las fumigaciones respectivas previas a estos procedimientos de limpieza a nivel hospitalario. Se realizó el mismo procedimiento en espacios públicos y jardines con retiro de hasta 3 pulgadas de suelos contaminados y la reinserción de grava y grass a parques y jardines de las veredas. También se realizó el lavado de veredas y pistas con una mezcla de ácidos e hipoclorito (según la gravedad de la zona) además de aeromatizantes que repelieron el olor; luego de lo cual fueron sanitizadas en forma natural con agua vaporizada, que rompe el proceso de putrefacción sin dejar residuos. Estos procedimientos fueron realizados por la Gerencia de Operaciones de Gardenkorps S.A.C., bajo el mando y cargo de Carlos Arturo Nolte Carrera  rescatista experto en Materiales Peligrosos y Emergencias Bacteriológicas además de trabajos de alto riesgo altura vertical de difícil accesos e infraestructuras (espacios confinados, aéreos, marítimos, inundaciones, huaycos y otros)

## Reacciones
- El presidente de la República Martín Vizcarra pidió al Colegio de Ingenieros del Perú formar una comisión para una «severa investigación» para determinar la responsabilidad de las inundaciones.[41] Al día siguiente de sus declaraciones Vizcarra dijo que «el restablecimiento del servicio del agua será gradual hasta que se solucione el problema. Debe ser por dos días más [el tiempo de la restauración del agua]».[42]

- El ministro de Vivienda, Construcción y Saneamiento Javier Piqué dijo que la instalación de la tubería que provocó el aniego en San Juan de Lurigancho fue realizada por las empresas Odebrecht y Graña y Montero, ambas acusadas actualmente por casos de corrupción.[43]

- El alcalde de la municipalidad de Lima Jorge Muñoz Wells canceló la serenata que se tenía prevista dar por el aniversario de Lima el 17 de enero, bajo la justificación de la «situación de emergencia que viven los vecinos de San Juan de Lurigancho».[44]

- El alcalde de la municipalidad de San Juan de Lurigancho Alex Gonzáles anunció que demandará a SEDAPAL por el daño ambiental provocado por el aniego en su distrito.[45]

- El expresidente de la República Alan García hizo recordar que la construcción del tramo del Metro de Lima que originó el aniego fue realizada durante el gobierno de Ollanta Humala y la supervisión de SEDAPAL y advirtió que «no puede eludir su responsabilidad ante lo que ha ocurrido» en alusión a Humala y a la empresa estatal.[46]

- El periodista Phillip Butters advirtió la posibilidad de que el gobierno a la cabeza de Martín Vizcarra este armando una cortina de humo con los aniegos, al igual —que a su criterio— se hizo con el niño costero durante el gobierno de Pedro Pablo Kuczynski, para desviar la atención pública de los supuestos nexos que existen entre Vizcarra y Odebrecht.[47]